# Ruta 126 (Chile)
La Ruta 126, también llamada Ruta de Los Conquistadores, es una carretera chilena que abarca las regiones del Maule, de Ñuble y del Biobío. La ruta se inicia en la comuna de San Javier y finaliza en Tomé. En su trazado comprende el proyecto turístico Ruta Costera.
El 13 de febrero de 1998, el Ministerio de Obras Públicas declaró esta ruta como camino nacional entre Alto del Río, Región del Maule, y Tomé, Región del Biobío, asignándole el rol 126.

## Áreas Geográficas y Urbanas

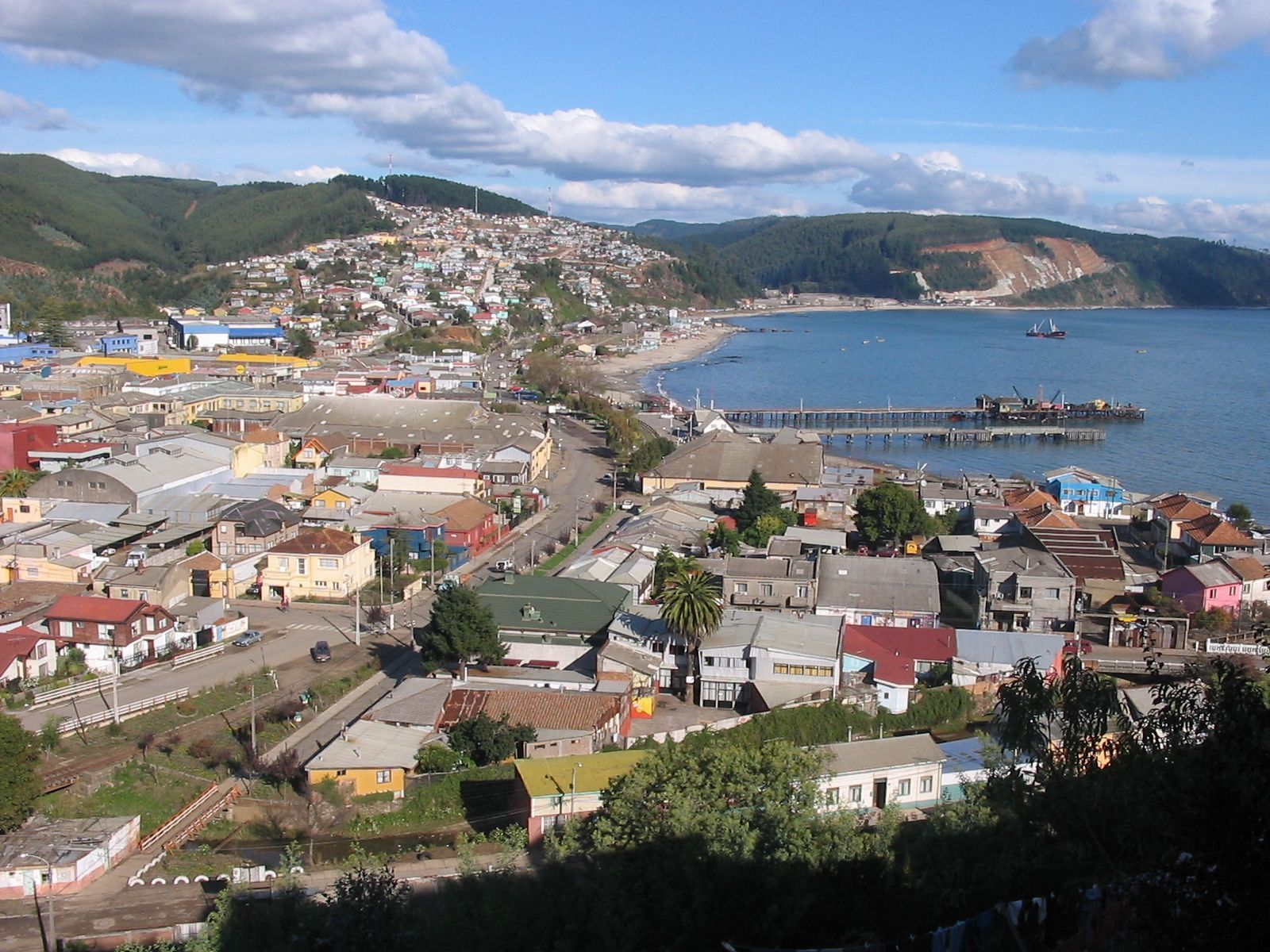
Tomé.

- kilómetro 0 Enlace con la Ruta L-30-M San Javier - Constitución, sector de Alto del Río
- kilómetro 60 Desvío a Parral.
- kilómetro 74 Comuna de Cauquenes.
- kilómetro 97 Cancha Alegre.
- kilómetro 109 Acceso a Los Corralones y Tregualemu.
- kilómetro 118 Comuna de Quirihue.
- kilómetro 122 Desvío a Ninhue, Portezuelo, San Nicolás.
- kilómetro 137 Comuna de Trehuaco.
- kilómetro 146 Comuna de Coelemu.
- kilómetro 165 Acceso a Rafael.
- kilómetro 180 Comuna de Tomé.

## Sectores de la Ruta
- San Javier·Cauquenes·Tomé Carretera Pavimentada.